# 分凝
分凝，又稱偏析，是指含有杂质的晶态物质熔化后再结晶时，杂质在结晶的固体和为洁净的液体中的浓度不同的现象。分凝是区熔提纯的理论依据，是提纯半导体的方法。